# Joe Heck
Joseph John „Joe” Heck (ur. 30 października 1961) – amerykański polityk, członek Partii Republikańskiej. W latach 2011–2017 był przedstawicielem trzeciego okręgu wyborczego w stanie Nevada do Izby Reprezentantów Stanów Zjednoczonych.